# 榴城镇
榴城镇，是中华人民共和国安徽省蚌埠市怀远县下辖的一个乡镇级行政单位。区域面积75.83平方千米。

## 行政区划
榴城镇下辖以下地区：
文兴社区、文昌社区、老城社区、顺河社区、引凤社区、乳泉社区、西岗社区、新淮社区、永西社区、永平社区、太平社区、古西社区、光明社区、城西社区、山西社区、老西门社区、淮光社区、望月社区、兴昌社区、青龙桥社区、园宝塘社区、新河社区、靠山社区、梅郢社区、东庙社区、菜园社区、太山社区、何巷社区、新星社区、新桥社区、新河社区(新城区)、新怀社区、新城社区、建强社区、马湖社区、苏集村、曹河村、魏郢村、杨翟郢村、刘郢村、高皇村、五岔村、朱岗村、涂山村、上洪村、下洪村、冷水村、杜郢村、陈郢村和韩郢村。